# Crassomicrodus divisus
Crassomicrodus divisus är en stekelart som först beskrevs av Cresson 1873.  Crassomicrodus divisus ingår i släktet Crassomicrodus och familjen bracksteklar. Inga underarter finns listade i Catalogue of Life.